# Alter Friedhof Bockenheim

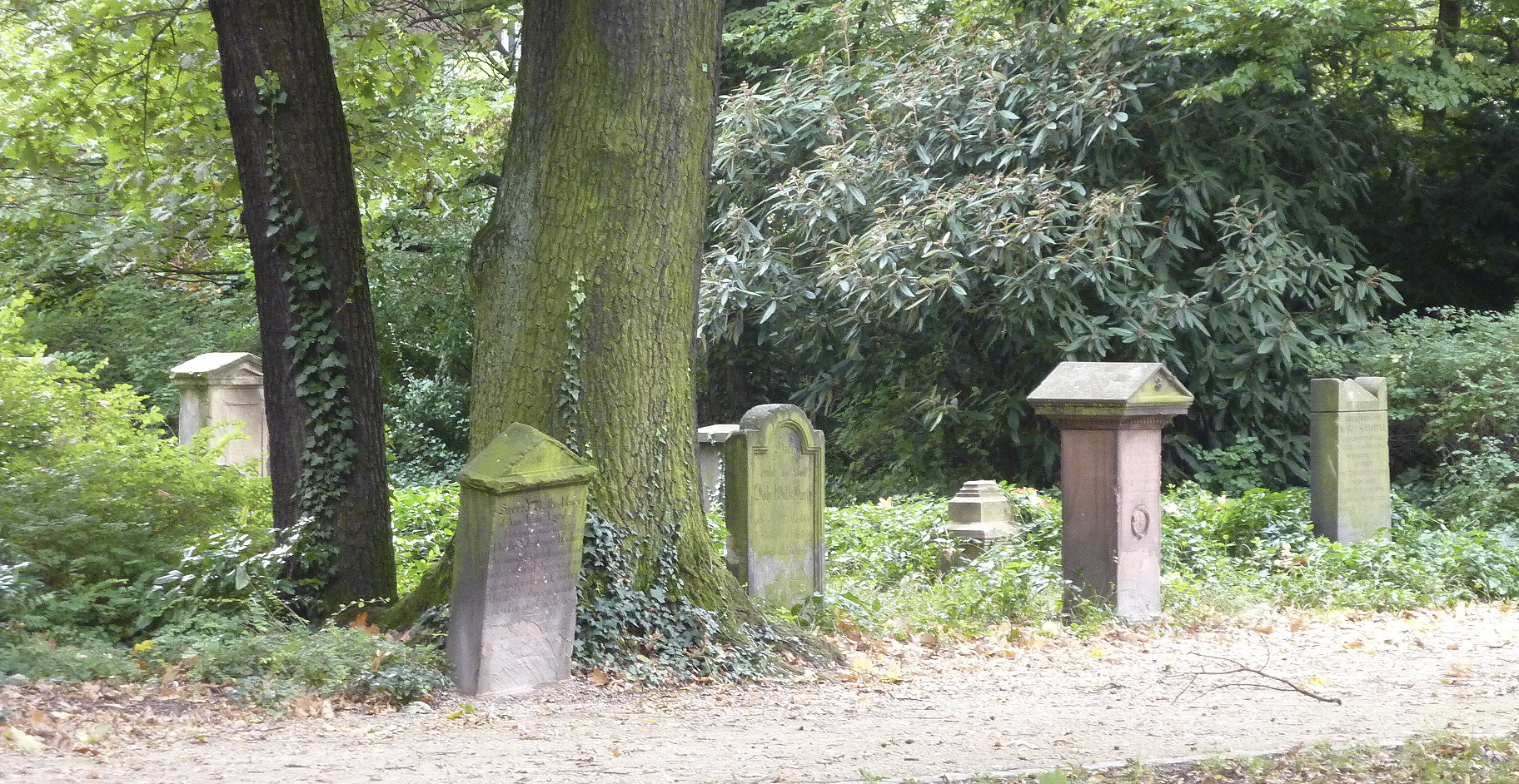
Grabstein-Gruppe im südlichen Teil des Parks, Ansicht von Nordosten

Der Alte Friedhof Bockenheim ist ein zur Parkanlage umgewidmeter ehemaliger Friedhof in Frankfurt am Main. Der von 1825 bis 1898 für Bestattungen genutzte Friedhof gehörte zur Stadt Bockenheim, seit 1895 eingemeindet als Frankfurt-Bockenheim. Seit 1916 ist das Grundstück ein öffentlicher Park, verwaltet von der Stadt Frankfurt.

## Lage und Gestaltung

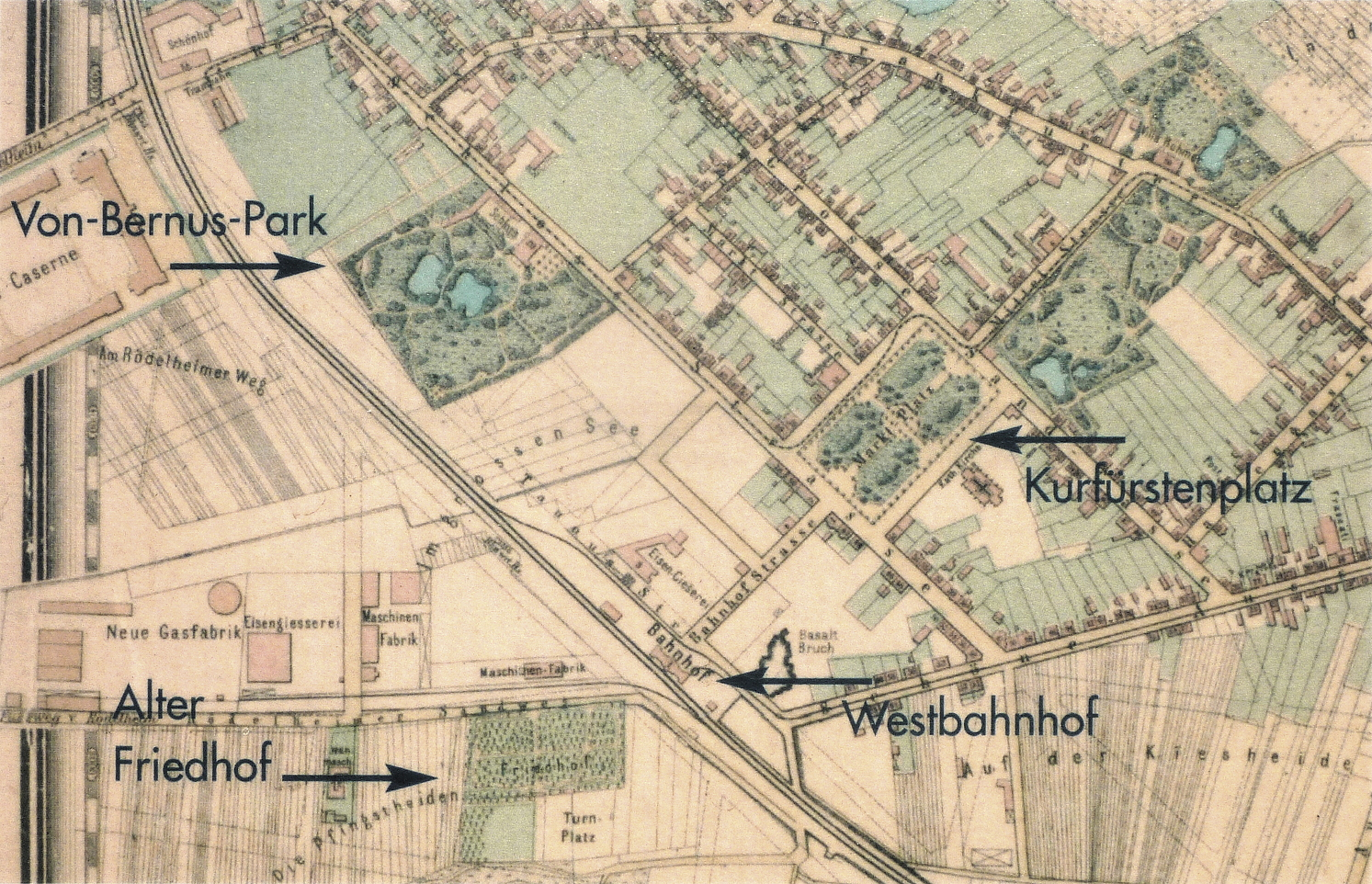
Der Alte Friedhof Bockenheim (unten, Mitte links) auf einem Stadtplan aus dem Jahr 1873 (Ausschnitt)

Das Grundstück mit dem Park liegt im westlichen Teil des heutigen Stadtteils Bockenheim. Es befindet sich am östlichen Rand des Gewerbe- und Wohngebiets City West. Das im 20. Jahrhundert zweimal verkleinerte Grundstück grenzt heute südlich an die Solmsstraße – an deren östlichem Ende und der Einmündung in die Kreuznacher Straße. Unmittelbar westlich an den Park angrenzend steht an der Solmsstraße die griechisch-orthodoxe Kirche Prophet Elias, im Süden und Osten grenzt Wohnbebauung an das Parkgrundstück an.
Der Park und ehemalige Friedhof hat seit der zweiten Verkleinerung des Grundstücks in den 1950er-Jahren drei Zugänge: Der nördliche Eingang zum Park liegt nahe der Position des ursprünglichen, nicht erhaltenen Friedhofportals an der Solmsstraße. Von Süden führt eine Treppe vom Ende der Pfingstbrunnenstraße etwa fünf Meter hinauf zum Parkgelände. An der Ostseite des Grundstücks besteht ein weiterer Zugang, der von der südlich gelegenen Ohmstraße aus über einen Fußweg zwischen mehreren Wohngrundstücken hindurch in den Park führt.
Der größere, nördliche und westliche Teil des Grundstücks ist als Parkanlage mit zentraler Wiese, einem kleinen Bestand an Einzelbäumen, mehrheitlich Eichen (Quercus), sowie mit Spazierwegen gestaltet. Die historischen Grabsteine aus dem 19. Jahrhundert stehen einzeln oder in Gruppen zusammengefasst am südlichen und östlichen Rand des Grundstücks; eine Ausgestaltung als Grabstätten ist bei der Mehrheit davon wegen Überwucherung mit bodendeckenden Pflanzen nicht mehr erkennbar.

## Geschichte

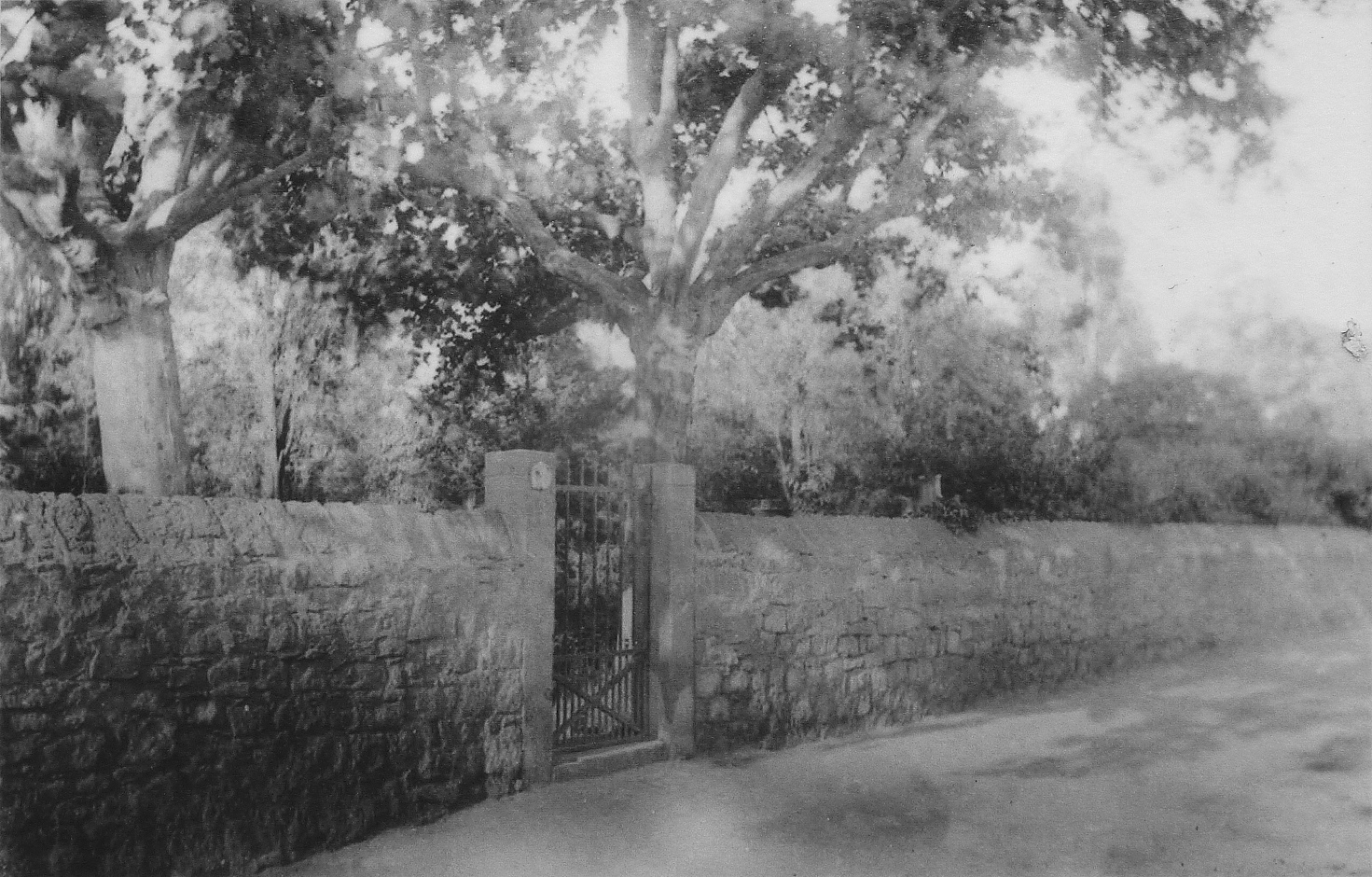
Einfriedungsmauer mit Eingang zum Friedhof auf dessen Nordseite an der Solmsstraße im Jahr 1903

### Der Friedhof von der Einweihung bis zur Stilllegung

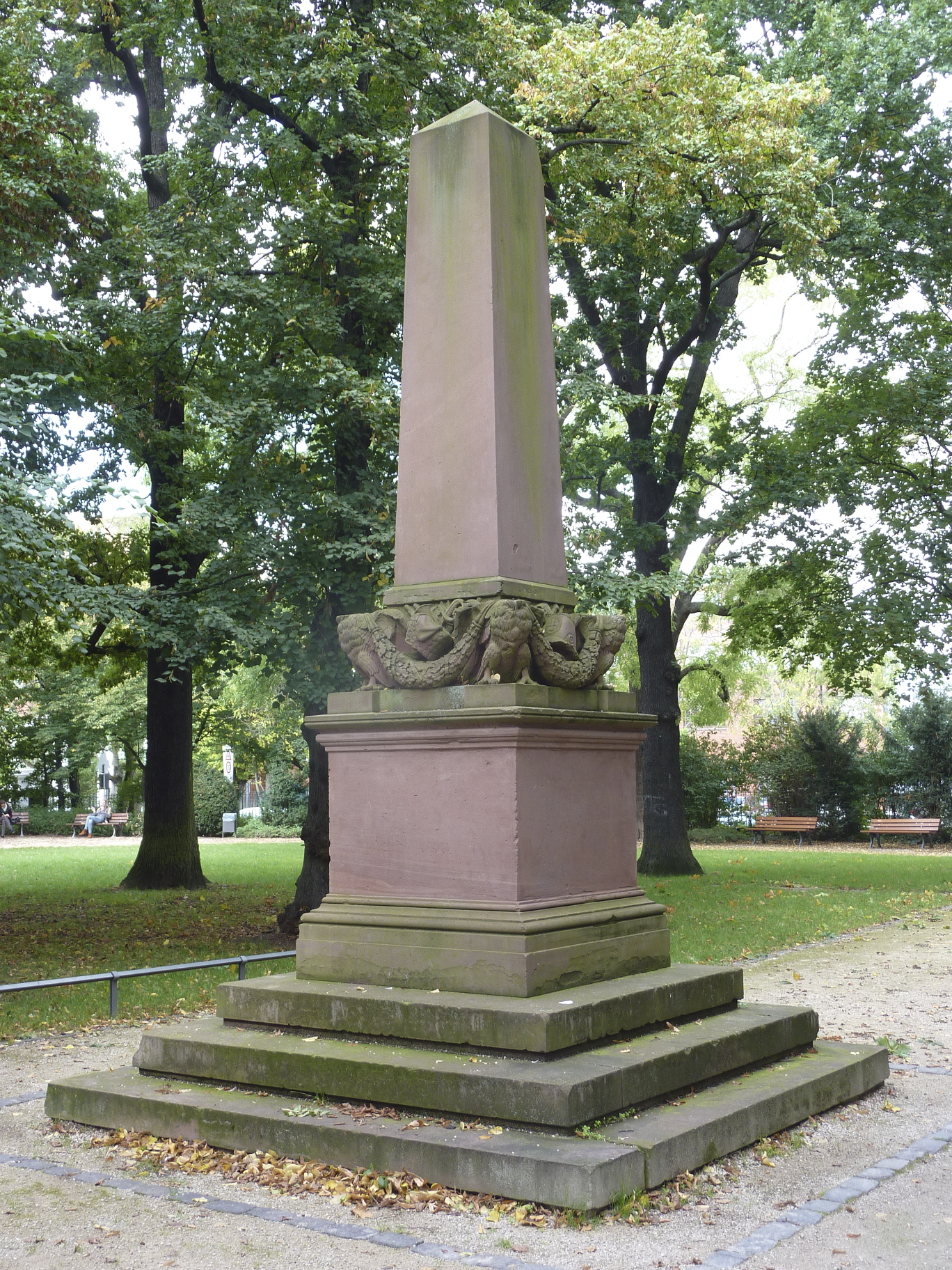
Bockenheimer Kriegerdenkmal von 1875

Der Friedhof wurde Anfang der 1820er-Jahre am damaligen Rödelheimer Sandweg (heute Solmsstraße) eingerichtet, nachdem der an der Bockenheimer St.-Jakobs-Kirche gelegene Friedhof zu klein geworden war. Die Anlage wurde vom Frankfurter Stadtgärtner Sebastian Rinz (1782–1862) gestaltet. Die neue Begräbnisstätte wurde auf einem zuvor als Schindanger genutzten Areal angelegt, das dazu gedient hatte, verendetes Vieh zu vergraben – was Bockenheimer Bürger zunächst davon abhielt, sich auf diesem Friedhof bestatten zu lassen. Dies änderte sich erst, als der wohlhabende Bockenheimer Händler Johann Conrad Rohmer den Friedhof als Ort seiner und seiner Familie Grabstätte bestimmt hatte und nachdem er 1825 dort begraben worden war. Im Jahr 1853 wurde der Friedhof mit einer Einfriedungsmauer aus Basaltsteinen versehen (siehe Foto rechts).

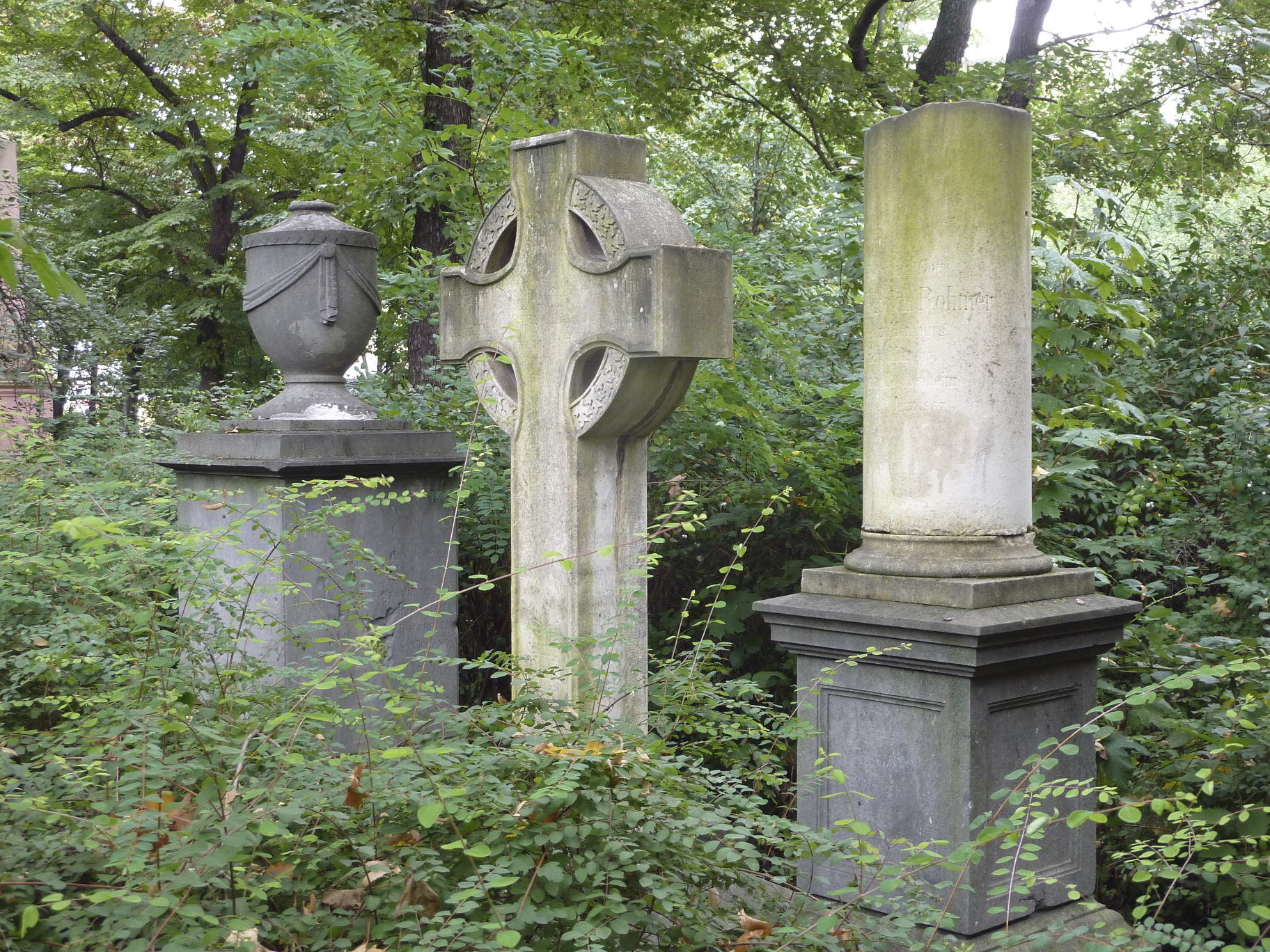
Grabsteine der Familie Rohmer, Zustand im Jahr 2014

Neben mehreren zu einer Familiengrabstätte zusammengefassten Gräbern von Mitgliedern der Familie Rohmer, von denen einige bis in die Gegenwart erhalten geblieben sind, befanden sich auf dem Alten Bockenheimer Friedhof die Begräbnisstätten des Frankfurter Kupferstechers und Malers Friedrich Wilhelm Delkeskamp (1794–1872), von Carl Wilhelm Ferdinand Guhr (1787–1848), von 1821 bis zu seinem Tod Kapellmeister des Frankfurter Staatstheaters sowie von Anton Schindler (1795–1864), Musikschriftsteller und Biograph Beethovens. Auf dem Friedhof steht außerdem ein im Jahr 1875 errichtetes Kriegerdenkmal in Form eines Obelisken aus Rotem Mainsandstein, das an drei Bockenheimer Gefallene des Deutsch-Französischen Krieges von 1870/1871 erinnert.
Nach einigen letzten Grablegungen, die nach der Eingemeindung Bockenheims erfolgt waren, wurde der Friedhof im Jahr 1898 zugunsten des 1878 eingerichteten Neuen Friedhofs Bockenheim aufgegeben, und im Jahr 1905 erfolgte die Übertragung der Pflege des Grundstücks an die Frankfurter Stadtgärtnerei. Im Zuge einer Verbreiterung der nördlich angrenzenden Solmsstraße und der südlich des Friedhofs gelegenen Ohmstraße zwischen 1908 und 1910 wurde das Grundstück erstmals verkleinert. Im Jahr 1916 erfolgte die Umwidmung des Friedhofs zu einer öffentlichen Parkanlage.

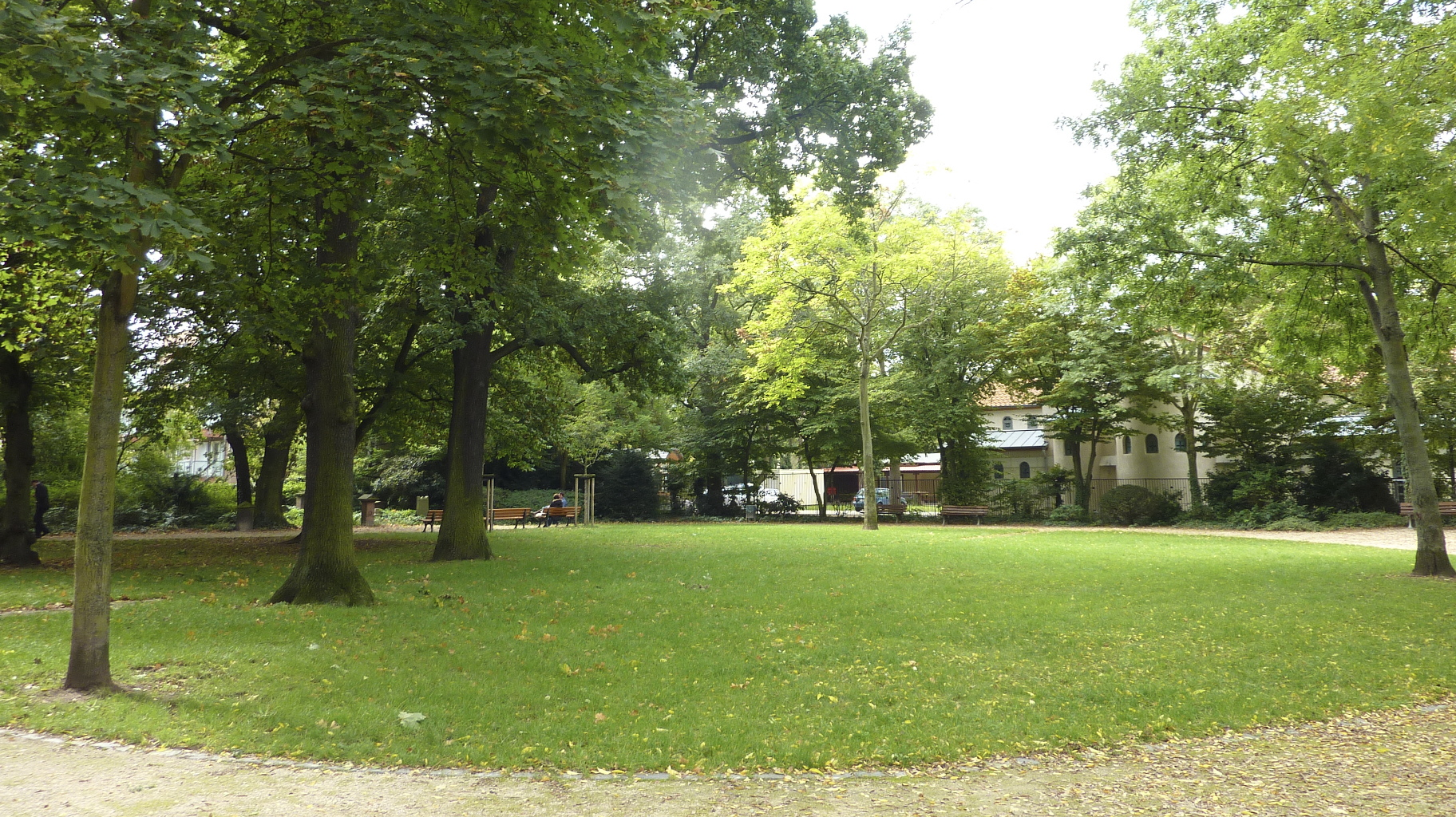
Die Wiese im nördlichen Teil

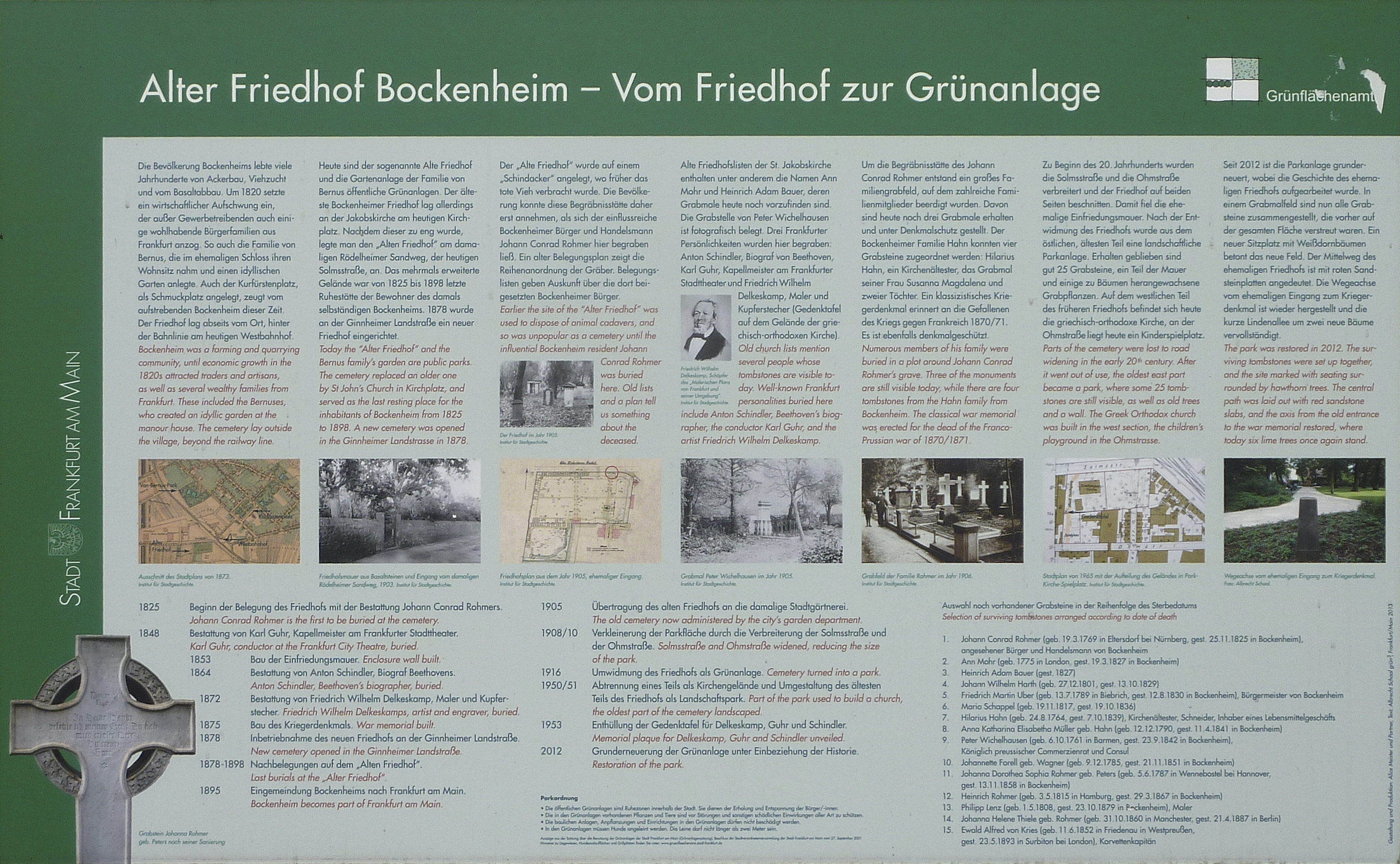
Informationstafel der Stadt Frankfurt/Grünflächenamt, 2013

### Das Grundstück als öffentliche Parkanlage
Eine zweite, wesentlich umfangreichere Verkleinerung des Grundstücks um mehr als die Hälfte des ursprünglichen Friedhofsareals fand in den Jahren 1950/1951 statt. Auf dem nordwestlichen Teil des Friedhofs wurde die Dreifaltigkeitskirche (heute griechisch-orthodoxe Kirche) errichtet, der südwestliche Teil wurde in einen Kinderspielplatz umgewandelt. Der älteste, nordöstliche Teil des ehemaligen Friedhofs wurde zu einem Landschaftspark umgestaltet. Einige der Grabstellen von dort bestatteten historischen Persönlichkeiten, darunter diejenigen von Delkeskamp, Guhr und Schindler (siehe oben) mussten den Änderungsmaßnahmen weichen. Seit 1953 erinnert eine Gedenktafel, angebracht an einer Mauer in der südwestlichen Ecke des benachbarten Kirchengrundstücks und zugänglich von der Ohmstraße aus, an deren vormalige Begräbnisstätten.
Einige der aus dem 19. Jahrhundert stammenden historischen Grabsteine, hauptsächlich im südlichen und östlichen Teil des Friedhofs, sind erhalten geblieben, wenn auch nicht alle davon auf ihren einstmaligen Grabstellen. Mehrere dieser alten Steine sind im Laufe der Jahre von Gestrüpp überwuchert worden, was ein gezieltes Auffinden der Grabsteine einiger der dort bestatteten Persönlichkeiten erschwert. Im Jahr 2012 wurde die Grünanlage durch das Frankfurter Grünflächenamt grunderneuert, vor Ort informiert seit 2013 eine Text- und Bildtafel über die Geschichte des Grundstücks. Die Tafel zeigt Reproduktionen von historischem Bild- und Kartenmaterial aus dem Frankfurter Institut für Stadtgeschichte und enthält eine nach Sterbedatum geordnete Liste der auf dem ehemaligen Friedhof bestatteten Persönlichkeiten.

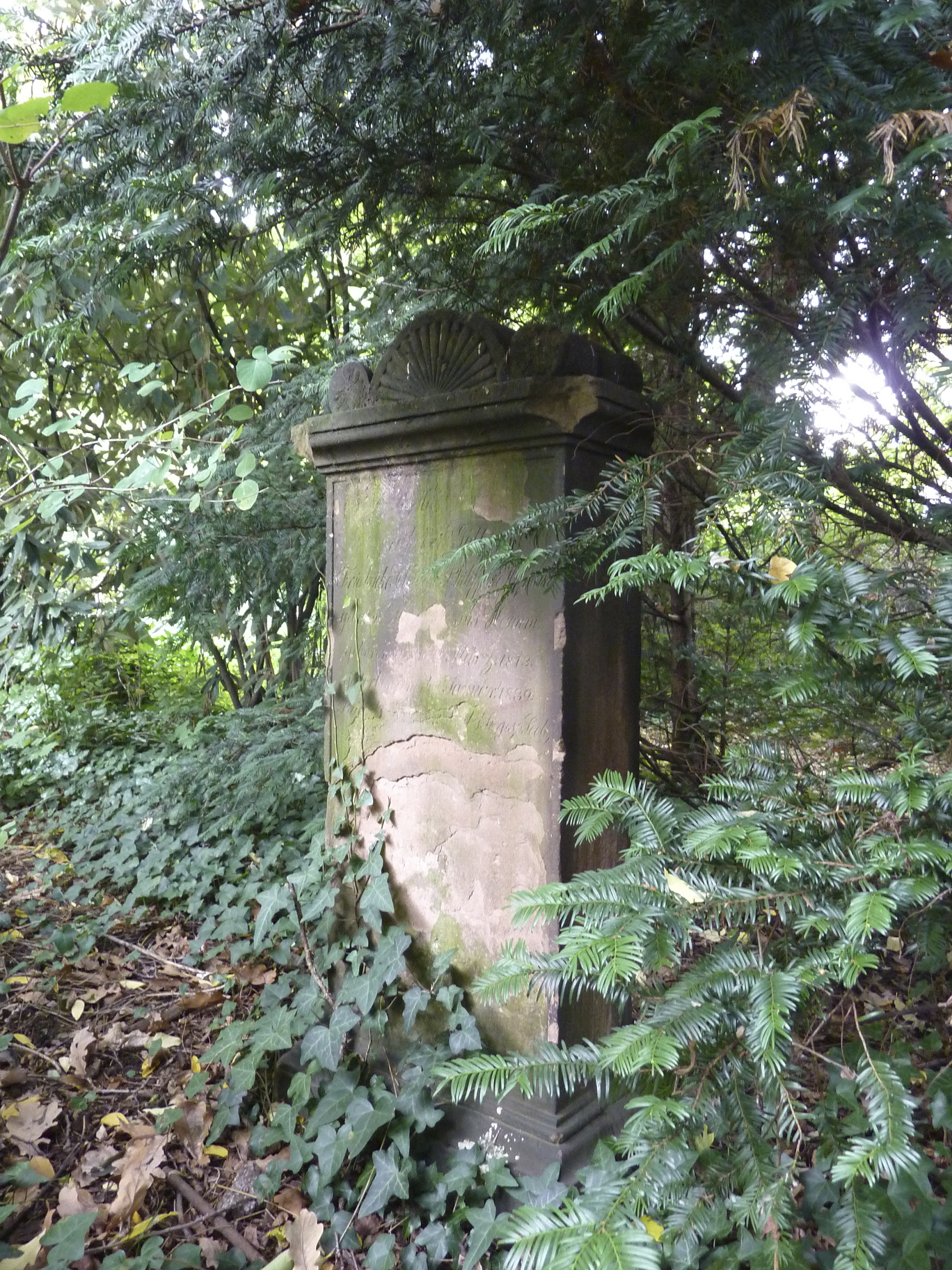
Einige der historischen Grabsteine auf dem Alten Friedhof Bockenheim sind von Pflanzen überwuchert, stark verwittert und können nur unter Schwierigkeiten identifiziert werden

## Grabsteine auf dem Friedhof
Durch die Verkleinerungen des Grundstücks und durch dessen Umgestaltung zu einer Parkanlage ist nur eine verhältnismäßig geringe Anzahl der Grabsteine der auf dem Alten Bockenheimer Friedhof bestatteten Personen vor Ort erhalten geblieben. Die folgende Aufzählung dieser Grabsteine orientiert sich an einer vom Frankfurter Grünflächenamt im Jahr 2013 veröffentlichten Liste, chronologisch sortiert nach dem Sterbedatum der genannten Personen.
- Johann Conrad Rohmer (1796–1825), Bockenheimer Kaufmann
- Ann Mohr (* 1775 in London, † 1827 in Bockenheim)
- Heinrich Adam Bauer († 1827)
- Johann Wilhelm Harth (1801–1829)
- Friedrich Martin Uber (1789–1830), Bürgermeister von Bockenheim
- Maria Schappel (1817–1836)
- Hilarius Hahn (1764–1839), Kirchenältester, Schneider und Lebensmittelhändler
- Anna Katharina Elisabetha Müller, geb. Hahn (1790–1841)
- Peter Wichelhausen (1761–1842), Königlich-Preußischer Commerzienrat und Consul
- Johanette Forell, geb. Wagner (1785–1851)
- Johanna Dorothea Sophia Rohmer, geb. Peters (1787–1858)
- Heinrich Rohmer (* 1815 in Hamburg, † 1867 in Bockenheim)
- Philipp Lenz (1808–1879), Maler
- Johanna Helene Thiele, geb. Rohmer (* 1860 in Manchester, † 1887 in Berlin); Ehefrau von Adolf Thiele
- Ewald Alfred von Kries (1852–1893), Korvettenkapitän

## Verkehrsanbindung
Die dem Alten Friedhof Bockenheim nächstgelegene Haltestelle des öffentlichen Personennahverkehrs ist der dem Grundstück benachbarte Bahnhof Frankfurt-West. Dort halten Züge der Linie S6 der S-Bahn Rhein-Main sowie Nahverkehrs- und Regionalzüge auf der Strecke der Homburger Bahn. Der Ausgang Solmsstraße des Westbahnhofs befindet sich unmittelbar gegenüber dem nördlichen Zugang zum Park. Der nächstgelegene Halt der Straßenbahn Frankfurt am Main ist die Haltestelle Kuhwaldstraße, die von der Linie 17 der Frankfurter Verkehrsgesellschaft VgF bedient wird.